# 南明大寺町
南明大寺町（みなみみょうだいじちょう）は、愛知県岡崎市の町名である。丁番を持たない単独町名であり、小字は設置されていない。

## 地理
岡崎市のやや南西に位置する。主に住宅地を形成している。13個の番地を持つ。

### 番地
| - 1 - 2 - 3 - 4 - 5 | - 7 - 8 - 9 - 10 | - 11 - 12 - 13 - 14 |

## 世帯数と人口
2019年（令和元年）5月1日現在の世帯数と人口は以下の通りである。
| 町丁       | 世帯数  | 人口  |
| ---------- | ------- | ----- |
| 南明大寺町 | 304世帯 | 670人 |

### 人口の変遷
国勢調査による人口の推移
| 1995年（平成7年）  | 438人 | [ 6 ]  |  |
| 2000年（平成12年） | 481人 | [ 7 ]  |  |
| 2005年（平成17年） | 761人 | [ 8 ]  |  |
| 2010年（平成22年） | 724人 | [ 9 ]  |  |
| 2015年（平成27年） | 687人 | [ 10 ] |  |

## 小・中学校の学区
市立小・中学校に通う場合、学区は以下の通りとなる。
| 番・番地等 | 小学校             | 中学校             |
| ---------- | ------------------ | ------------------ |
| 全域       | 岡崎市立六名小学校 | 岡崎市立竜海中学校 |

## 歴史
額田郡明大寺村の一部を前身とする。
1980年3月18日、岡崎都市計画南部土地区画整理事業により上六名町の一部と明大寺町の一部が南明大寺町となった。

## 施設

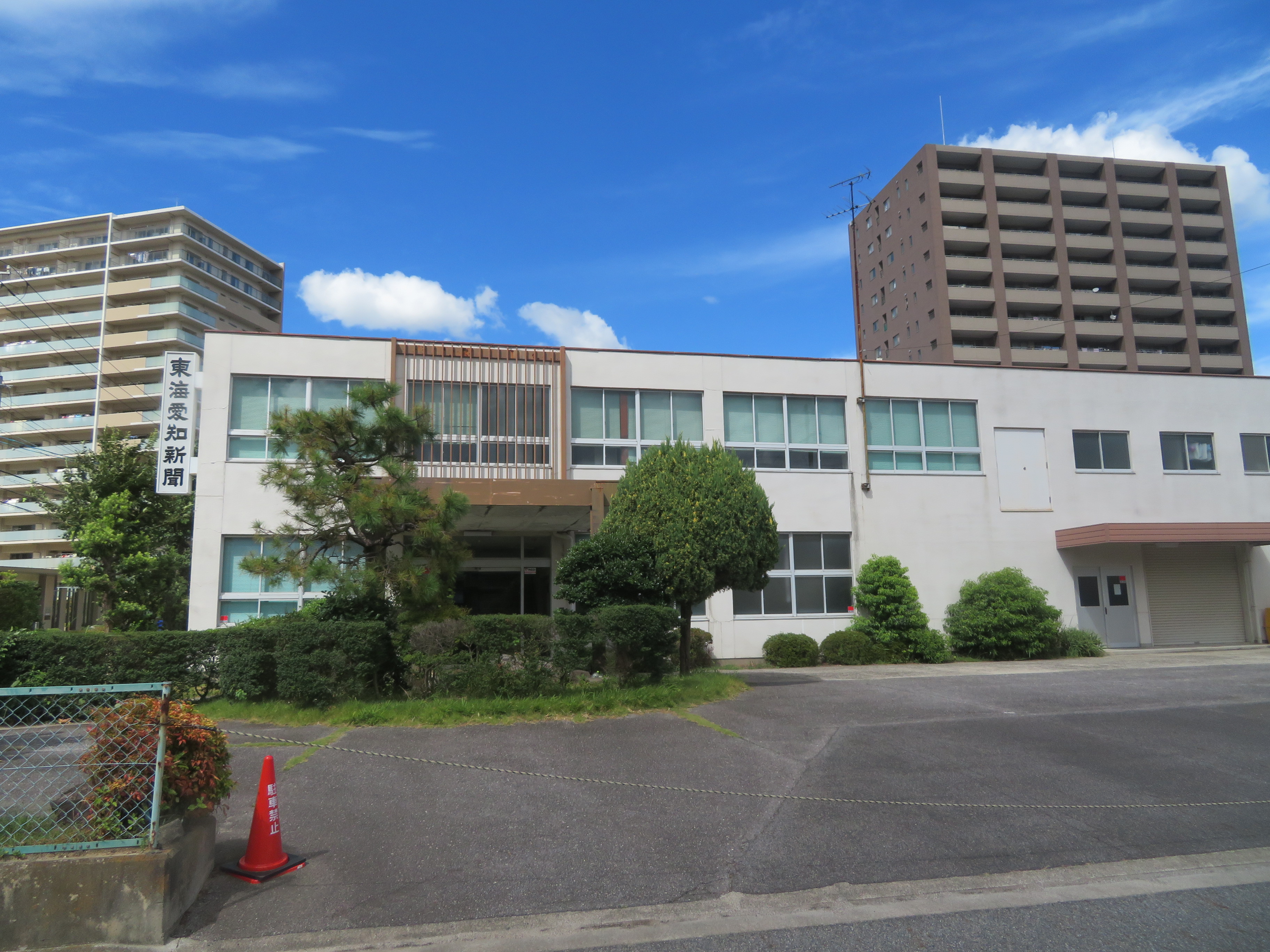
東海愛知新聞社

- 沖折戸公園
- 東海愛知新聞社本社
- 東海労働金庫岡崎支店
- ネッツトヨタ東海岡崎中店
- ウエルシア岡崎明大寺店
- 備長扇屋岡崎六名店

## 交通
道路
- 国道248号
- 愛知県道483号岡崎幸田線（電車通り）

## その他

### 日本郵便
- 郵便番号 : 444-0852[4]（集配局：岡崎郵便局[12]）。

## 参考資料
- 「角川日本地名大辞典」編纂委員会 編『角川日本地名大辞典 23 愛知県』角川書店、1989年3月8日。ISBN 4-04-001230-5。
- 有限会社平凡社地方資料センター 編『日本歴史地名体系第23巻 愛知県の地名』平凡社、1981年。ISBN 4-582-49023-9。